# Saint-Martin-des-Landes
 Saint-Martin-des-Landes  es una población y comuna francesa, situada en la región de Baja Normandía, departamento de Orne, en el distrito de Alençon y cantón de Carrouges.

## Demografía
| 193 | 187 | 145 | 152 | 173 | 178 |
| Para los censos de 1962 a 1999 la población legal corresponde a la población sin duplicidades (Fuente: INSEE [Consultar]) |     |     |     |     |     |